# Клеменс Холцмајстер
Клеменс Холцмајстер (Фулпмес, 27. март 1886 – Халајн, 12. јун 1983) био је аустријски архитекта који је пројектовао у Аустрији, Немачкој, Турској и Бразилу.

## Биографија

### Порекло и образовање
Клеменс Холцмајстер је рођен у Фулпмесу као Тиролац са бразилским држављанством. Деда, који је потицао из породице ковача, желео је да емигрира у Бразил, али је током миграције умро од колере. Бака је са седморо деце отишла у Јужну Америку, најстарији је био отац Клеменса Холцмајстера, који је издржавао породицу узгајајући кафу. Након што је седморо деце умрло од маларије, Холцмајстер старији се вратио у Тирол са остатком своје породице, где је постао отац још четворо деце. Након смрти прве жене, поново се оженио. У овом браку је уследило још четворо деце, а друго најстарије је Клеменс Холцмајстер. Клеменс је похађао средњу школу у Инзбруку, где се придружио католичком удружењу средњошколаца. Због интересовања за архитектуру, уписао је Технички универзитет у Бечу.

### Каријера архитекте
Године 1913. оженио се са Јудит Бридароли у Инзбруку. Године 1914. у Бечу му се родио син Гвидо. По завршетку студија у Бечу као доктор техничких наука, јпостављен е 1919. за наставника у државној трговачкој школи у Инзбруку. Године 1920. његова ћерка Јудит, која је касније постала глумица, рођена је у Инзбруку. У међувремену је руководио и пословима свог таста Доминикуса Бридаролија, којим и данас управљају његови праунуци Норберт Енгеле и Томас Енгеле, а водио је и заједнички архитектонски биро са Луисом Тренкером око 1924/1925.
По његовом пројекту поред Средишњег бечког гробља је изграђен Бечки крематоријум, који се сматра његовим продором као архитекте. Постављен је за професора на бечкој Академији ликовних уметности 1924. године, и на том послу остао је до 1938. године. Посредовањем Мехмет Хамди-бега, доведен је у Анкару 1927. године са налогом за изградњу турског министарства рата. Холцмајстер је такође био шеф мастер студија на Академији уметности у Диселдорфу од 1928. до 1933. са атељеом у Ајскелербергу. Од 1932. до 1938. био је председник Централног удружења архитеката и Новог аустријског Веркбунд-а. Један од његових ученика из тог времена у Бечу био је Алфонс Фриц.
Током ауторитарне корпоративне државе, Холцмајстер је био члан Државног савета од 1934. до 1938. године. Године 1934/1935 био је члан Градског већа Беча за уметност. У одељењу за културу Отаџбинског фронта, руководио је радном групом за ликовну уметност. За то време био је укључен у велике грађевинске пројекте у Аустрији. Године 1934. добио је Аустријско одликовање части за уметност и науку, што га чини једним од три личности које су добиле одликовање савезне државе и Друге Републике Аустрије.
Године 1938. Клеменс Холмцајстер је отпуштен са бечке академије и емигрирао је у Истанбул, где је радио као предавач на Техничком универзитету. Био је веома почашћен у Турској и саградио је раскошну вилу као своју нову резиденцију. Године 1939. одвојио се од своје прве жене Јудит. У турском изгнанству се оженио Гундом Лексер, која му је у Атини родила ћерку Барбару. Године 1939. провео је шест месеци у Бразилу радећи на пројектима пре него што се вратио у Тирол. Наставио је да предаје на Техничком универзитету у Истанбулу од 1940. до 1949. Године 1947. Клеменс Холцмајстер се преселио у Анкару и почео да путује између Беча и Анкаре док се коначно није вратио у Беч 1954. године.
Добио је Велику аустријску државну награду 1953. године. Од 1955. до 1957. био је ректор Академије ликовних уметности у Бечу. Године 1957. добио је Аустријско одликовање части за науку и уметност и Награду града Беча за архитектуру. Године 1963. добио је почасни докторат на Техничком универзитету у Истанбулу. За свој 85. рођендан је отишао на студијско путовање у Турску.
Клеменс Холцмајстер је био значајан креатор монументалних и сакралних грађевина. Развио је реинтерпретацију локалних грађевинских традиција између једноставности и експресивности. Градио је и споменике и сценске кулисе.

## Холцмајстерови ученици
- Цено Косак
- Хуберт Прашенски
- Ханс Холајн
- Ото Штромајр
- Вилхелм Холцбауер
- Јоханес Лудвиг
- Фридрих Курент
- Рудолф Ангелидес
- Јосеф Лакнер
- Густав Пајхл
- Антон Либе
- Ернест Петерсен

## Награде
- 1928: добио титулу Баурат
- 1948: Почасно чланство Бечке сецесије
- 1952: Почасни доктор Технолошког универзитета у Грацу
- 1953: Велика аустријска државна награда за архитектуру
- 1956: Почасни прстен града Беча (10. фебруар)
- 1956: Награда Јозефа Хофмана (22. март)
- 1957: Награда града Беча за архитектуру
- 1958: Велики крст за заслуге са звездом Савезне Републике Немачке
- 1965: Почасни докторат на Техничком универзитету у Бечу[5]
- 1966: Златна медаља са грбом града Салцбурга (4. април)
- 1971: Грађанин града Беча (14. мај)
- 1976: Почасни грађанин града Салцбурга (19. август)
- 1977: Рорахерова награда
- 1981: Велико почасно одликовање у злату са звездом за заслуге у Републици Аустрији (18. фебруар)[6]
- 1990: Орден за заслуге Републике Турске

## Почасти
- Аустријска пошта му је 1986. одала почаст на 100. рођендан са посебном марком.
- Године 2003. Клеменс-Холцмајстер-Штрасе у Бечком округу Фаворитен добила је име по њему.
- Године 2008. улица у Анкари (Клеменс Холзцмајстер Кадеси) је названа по њему.[7]
- У Брегенцу постоји Клеменс-Холцмајстер-Гасе поред Маријахилфкирхе.
- Трг испред жупне цркве Светог Стефана у Гминду добио је име по Клеменсу Холцмајстеру.
- У Инзбруку и Фулпмесу улице су назване у част Холзцмајстера.

## Дела (одломак)
Листа неких од пројеката Клеменса Холцмајстера налазе се на овој страници Википедије на немачком језику.